# Lynn Howells
Lynn Howells (n. 29 mai 1950, Valea Rhondda, Țara Galilor)  este un fost jucător de rugby în XV, acum un antrenor în acest sport. Pregătește Lupii București și echipa națională de rugby a României.

## Carieră
Și-a născut și s-a crescut în Valea Rhondda, în Țara Galilor. A avut o cariera modestă ca jucător, evoluând pentru cluburile Tylorstown și Penygraig, apoi în sezonul 1971 pentru clubul de liga de elită galeză Pontypridd RFC. În anul 1991 a fost antrenor secund la Dennis John la Pontypridd, pe care l-a condus la Swalec Cup în sezonul 1995-1996, apoi la titlul național în sezonul următor. Din 1998 până în 2001 a fost antrenor principal la Cardiff RFC, care a devenit sub îndrumarea sa campion național. Apoi s-a întors la Pontypridd ca antrenor principal, înainte a pleca la Celtic Warriors în 2003. Când acest clubul a fost desființat, s-a angajat la clubul italian Rugby Leonessa 1928, apoi la clubul scoțian Edinburgh Gunners și la clubul englez Doncaster Knights.
În anul 2012 s-a angajat ca antrenor principal echipei naționale a României și echipei de dezvoltare Lupii București. Sub conducerea sa, „Stejarii” au câștigat Cupa Națiunilor IRB în 2012 și 2013.
În anul 2013 și-a publicat autobiografia, intutulată Despite the Knock-Backs.